# Абигејл Адамс
Абигејл Адамс (енгл. Abigail Adams; Вејмут, 22. новембар 1744 — Квинси, 28. октобар 1818) била је најближи саветник и супруга другог председника Сједињених Држава Џона Адамса и мајка шестог председника Сједињених Држава Џона Квинсија Адамса. Сматра се да је Адамсова била једна од очева оснивача Сједињених Држава, а била је и на функцији прве даме Сједињених Држава, као и на функцији друге даме Сједињених Држава, иако се ти називи тада нису користили.
О животу Адамсове се много тога зна, због многих писама које је слала свом супругу док је боравио у Филаделфији, за време континенталног конгреса. Џон Адамс је од своје супруге често тражио савете, а њихова писма садрже теме о влади и политици. Њена писма такође служе као извори о Америчком рату за независност.

## Младост и породица
Абигејл Адамас је рођена у Вејмуту, у Масачусетсу. Њен отац био је Вилијам Смит (1707–1783), а мајка Елизабет Смит. Са мајчине стране, Абигејл је порекла од познате политичке породице Квинси из Масачусетса. Њена мајка, била је у сродству са Дороти Квинси, женом Џона Хенкока. Абигејл Адамс је била праунука Џона Нортона, верског службеника пуританске цркве у Хингаму.
Вилијам Смит, отац Абигејл Адамс њену мајку Елизабет Квинси оженио је 1742. године и они су имали четворо деце. Абигејл је имала две сестре рођене 1743. и 1745. године. Њен брат рођен је 1746. године, а преминуо је 1787. године од последица алкохолизма.
Као и неколико његових предака, отац Абигејл Амадас, Вилијам Смит био је свештеник црквене управе. У јулу 1775. године, његова жена Елизабет, преминула је у 33. години живота од последица малих богиња. Вилијам Смит је преминуо 1784. године у 77. години живота.
Током одрастања, Абигејл није имала формално школовање. Као дете често је била болесна, што је можда утицало на то да она не иде у школу. Адамсова је ипак сматрала да је лишена образовања, јер је женско, а женама се у то време ретко пружала прилика да се образују. Иако није била образована, њена мајка је учила њу, њене сестре Мери (1739–1811) и Елизабет (1742–1816) математику, да читају и пишу. Библиотека коју је поседовао њихов отац је омогућила Абигејл и њених сестрама да уче енглеску и француску књижевност.
Иако није похађала школу, учивши од куће, постала је једна од најученијих првих дама Сједињених Држава.

## Брак и деца
Абигејл и Џон Адамс су били рођаци трећег колена и познавали су се од детињства. Иако је отац од Абигејл одобрио венчање, њена мајка је била изненађена што ће се њена ћерка удати за државног адвоката, који није имао манире, али је ипак на крају попустила.
Пар се венчао 25. октобра 1764. године у дому породице Смит у Вејмуту. Отац од Абигејл председавао је њиховом венчању. Након пријема, Абигејл и Џон Адамс отишли су у свој нови дом, на фарму у малу колибу, у Брејнтри коју је Џон наследио од свог оца. Након тога преселили су се у Бостон, а после девет месеци брака, добили су прво дете.
За 12. година, Адамсови су добили шесторо деце :
- Абигејл Неби Адамс (1765–1813)
- Џон Квинси Адамс (1767–1848)
- Грејс Сузана Суки[11] (1768–70)
- Чарлс Адамс (1770–1800)
- Томас Адамс (1772–1832)
- Елизабет (рођена 1777)[12]

Њен стил одгајања деце садржао је неосноване и континуиране подсетнике о томе шта су деца дуговала врлинама и традицији Адамса. Адамсова је била одговорна за породицу и фарму, током дугих пословних путовања њеног мужа. О браку и животу Адамсових, зна се веома доста, због великог броја сачуваних писама које су размењивали док је Џон Адамс био на пословним путовањима. Из писама се могло закључити да је Џон имао изузетно велико поверење у Абигејл, која је била и његов саветник. Као и њен супруг, Абигејл је често писала цитате из великих књижевних дела у својим писмима. Историчар Дејвид Макило сматра да је Абигејлова била доста начитанија и образованија од свог супруга Џона. У писмима, Џон се често извињавао својој супрузи, био је сујетан и имао потребу за њеним одобрењем у вези великог броја ствари које је радио.
Породица Адамс се преселила у Бостон у априлу 1768. године, изнајмивши кућу, локално познату као "Бела кућа". Адамсови су тамо само годину дана, а затим су се преселили у Cold Lane, да би се након тога преселили у велику кућу у центру Бостона.
Због Џоновог посла, породица се често селила. Године 1771. Абигејл и њена деца су се преселили у Брејнтри, али је Џон ипак свој посао оставио у Бостону, надајући се да ће тако моћи да се фокусира на свој рад. Ипак, није желео да његова породица живи у Брејнтрију, који је сматрао руралним градом. У августу 1722. године, Агигејл се са децом вратила у Бостон, изнајмивши велику кућу у близини Џонове канцеларије. Ипак, 1744. године Абигејл и Џон су се са децом вратили на фарму, због нестабилне ситуације у Бостону. У том периоду Абигејл је преузела одговорност за финансијска питања породице, укључујући и инвестиције, које је спроводила преко њеног ујака Колтона Тутса. Новија истраживања показала су да је богатство Адамсових одржавала Абигејл, вођењем посла око финансија и улагањем..

## Прва дама
Џон Адамс је постао други председник Сједињених Држава, 4. марта 1797. године. Абигејл није присуствовала тој церемонији, јер је бринула о својој мајци која је била на самрти. Након што је Џон Адамс изабран за председника, Абигејл је припремала пријем поводом тог догађаја. Сваке недеље је спремала пријеме, често имала јавне наступе и обезбеђивала забаву у Филаделфији, сваке године на Дан независности Сједињених Држава.
Абигејл је била изузетно активна у политици, да су је политички противници звали госпођа председница. Као Џонов повереник, Абигејл је често била добро обавештена о питањима са којима се суочава администрација њеног супруга, а понекад укључена у детаље о актуелним догађајима који још нису познати јавности. Све време током мандата њеног мужа, Абигејл је пласирала приче о свом супругу у новинама и остала његова верна присталица до краја мандата..
Када је Вашингтон постао главни град 1800. године, Абигејл Адамс постала је прва дама Сједињених Држава која је председавала у Белој кући, тада познатијој као Председнички дом. Адамсови су се у Белу кућу доселили у новембру 1800. године, где су живели четири месеца, до истека мандата Џона Адамса.

## Старост и смрт
После пораза Џона на изборима, породица се одселила у Квинси 1800. године. Абигејл Адамс је преминула 28. октобра 1818. године у 73. години живота у Квинсију, од тифуса. Сахрањена је поред свог супруга у Првој парохиској цркви. Седам година након њене смрти, 4. марта 1825. године, њен син Џон Квинси Адамс постао је шести председник Сједињених Држава и на тој позицији био до 4. марта 1829. године.
- Абигејл Адамс у позним годинама
- Писмо Томаса Џеферсона Адамсовој, мај 1817.
- Родна кућа Адамсове у Вејмуту
- Чарлс и Абигејл Адамс у својој кући у Квинсију